# Piranha Bytes
Piranha Bytes è stata un'azienda tedesca dedita allo sviluppo di videogiochi con sede nella città di Essen, fondata nel 1997 e chiusa nel 2025.

## Videogiochi
| Anno | Titolo   | Piattaforma/e                                                  |
| ---- | -------- | -------------------------------------------------------------- |
| 2001 | Gothic   | Windows                                                        |
| 2003 | Gothic 2 | Windows                                                        |
| 2006 | Gothic 3 | Windows                                                        |
| 2009 | Risen    | Windows, Xbox 360, PlayStation 3                               |
| 2012 | Risen 2  | Windows, Xbox 360, PlayStation 3                               |
| 2014 | Risen 3  | Windows, Xbox 360, PlayStation 3                               |
| 2017 | ELEX     | Windows, Xbox One, PlayStation 4                               |
| 2022 | ELEX 2   | Windows, Xbox One, Xbox Series X, PlayStation 4, PlayStation 5 |